# Агрономия
Агроно́мия (от др.-греч. ἀγρός — поле, νόμος — закон) — наука сельскохозяйственного производства растений и грибов; представляет собой комплекс разнообразных наук и занимается исследованием всех явлений, имеющих значение при этом производстве. Специалисты сельского хозяйства, обладающие всесторонними знаниями в данной области, называются агрономами.
Основные разделы современной агрономии: земледелие, агрохимия, агрофизика, растениеводство, селекция, семеноведение, фитопатология, сельскохозяйственная энтомология, сельскохозяйственная мелиорация и др. Основой её служат естественные науки: ботаника, физиология растений, генетика, биохимия, микробиология, почвоведение и др.